# Associação de Futebol de Portalegre
Associação de Futebol de Portalegre (AFP) é o organismo que tutela as competições, clubes e atletas do Distrito de Portalegre, em Portugal, nas competições de futebol de formação, sênior masculino e feminino e futsal. Foi fundada em 29 de Outubro de 1911, sendo assim a segunda mais antiga do País, a seguir a AF de Lisboa.
A última equipa Alentejana a atuar na primeira divisão portuguesa a sair da associação do distrito foi o SC Campomaiorense. 
A AF Portalegre é sediada em Portalegre, capital do distrito, na Rua Luís Barahona, Nº. 8.

## História
A Associação de Futebol de Portalegre é uma entidade desportiva portuguesa, fundada em 1911, o que a torna a segunda mais antiga do pais, apenas atrás da Associação de Futebol de Lisboa. Localizada na cidade de Portalegre, no Alentejo, é responsável por promover e desenvolver o futebol e futsal na região.
Ao longo dos anos, a Associação de Futebol de Portalegre tem organizado diversos campeonatos e torneios, que atraem equipas e jogadores de toda a região e pelo pais fora. Além disso, também desenvolve projetos sociais que envolvem a prática do futebol, com o objetivo de incentivar a atividade física e o espírito esportivo entre os jovens e os adultos.
A associação conta com uma estrutura organizacional que inclui uma Direção, Assembleia Geral e Conselho de Disciplina. Também possui uma equipa técnica responsável por coordenar as atividades relacionadas aos campeonatos e torneios, além de promover a formação de árbitros e treinadores.
A Associação de Futebol de Portalegre é filiada à Federação Portuguesa de Futebol, o que lhe garante acesso às competições nacionais, tanto em futebol como no futsal. As equipas que fazem parte da associação representam diferentes cidades e vilas da região, e disputam campeonatos em diversas categorias, como juvenil, júnior, sénior e veteranos. Além disso, a associação tem como objetivo fomentar o desenvolvimento do futebol feminino, incentivando a criação de times e promovendo competições exclusivas para mulheres.
A Associação de Futebol de Portalegre é uma importante referência no mundo do futebol português, sendo reconhecida pela sua trajetória e pelo trabalho desenvolvido na promoção e desenvolvimento do esporte na região do Alentejo. Apesar do futebol no distrito abaixo do Tejo ter vindo a sofrer bastante com a centralização do pais, os clubes alentejanos ainda querem deixar a sua marca no futebol nacional, como equipas do tipo de O Elvas CAD, o SC Campomaiorense e o Eléctrico FC, que já tiveram as suas passagens pelos nacionais, sendo o Elvas quem lá passou mais anos e o Campomaiorense o mais recente. Atualmente o campeonato da primeira divisão da associação tem poucas equipas inscritas, que levou a novos problemas surgirem, como equipas e dirigentes reconhecerem a distrital de Portalegre como a porta de entrada mais fácil aos campeonatos nacionais, mas podemos verificar, com o mais recente falhanço do Villa AC, que concretizar esse plano e gerir um clube não é fácil, mas é apenas uma questão de tempo até outros clubes tentarem o mesmo caminho e terem sucesso, o que seria muito mau para os clubes históricos da região.

## Competições AF de Portalegre
| Época   | 1.º Escalão                  | 2.º Escalão       | Taça Comendador António Costa | Taça de Honra          | Supertaça Comendador Rui Nabeiro |
| Época   | Liga Remax Casas do Interior | Segunda Divisão   | Taça Comendador António Costa | Taça de Honra          | Supertaça Comendador Rui Nabeiro |
| ------- | ---------------------------- | ----------------- | ----------------------------- | ---------------------- | -------------------------------- |
| 2025/26 |                              | -                 |                               |                        |                                  |
| 2024/25 | Eléctrico FC                 | -                 | FC Mosteirense                | Eléctrico FC           | Eléctrico FC                     |
| 2023/24 | FC Mosteirense               | -                 | S. Arronches e Benfica        | Eléctrico FC           | FC Mosteirense                   |
| 2022/23 | O Elvas CAD                  | -                 | O Elvas CAD                   | Gavionenses            | O Elvas CAD                      |
| 2021/22 | S. Arronches e Benfica       | -                 | Gavionenses                   | S. Arronches e Benfica | S. Arronches e Benfica           |
| 2020/21 | O Elvas CAD                  | -                 | -                             | -                      | -                                |
| 2019/20 | -                            | -                 | -                             | -                      | -                                |
| 2018/19 | FC Mosteirense               | -                 | Eléctrico FC                  | -                      | Eléctrico FC                     |
| 2017/18 | FC Mosteirense               | -                 | GD Portalegrense              | GD Portalegrense       | FC Mosteirense                   |
| 2016/17 | Eléctrico FC                 | O Elvas CAD       | Eléctrico FC                  |                        | FC Crato                         |
| 2015/16 | FC Mosteirense               | JD Terrugem       | FC Mosteirense                |                        | Gavionenses                      |
| 2014/15 | FC Crato                     | Montargilense     | FC Crato                      |                        | FC Mosteirense                   |
| 2013/14 | Eléctrico FC                 | -                 | Eléctrico FC                  |                        | FC Mosteirense                   |
| 2012/13 | O Elvas CAD                  | -                 | Gafetense                     |                        | O Elvas CAD                      |
| 2011/12 | SC Campomaiorense            | -                 | GDR Alpalhoense               |                        | SC Campomaiorense                |
| 2010/11 | O Elvas CAD                  | AC Portus Alacer  | Gavionenses                   |                        | Gavionenses                      |
| 2009/10 | FC Crato                     | AD Alter          | FC Crato                      |                        | SC Estrela                       |
| 2008/09 | Gavionenses                  | -                 | Gavionenses                   |                        | SC Estrela                       |
| 2007/08 | FC Crato                     | -                 | Fronteirense                  |                        | Fronteirense                     |
| 2006/07 | SC Estrela                   | -                 | SC Estrela                    |                        | SC Estrela                       |
| 2005/06 | SR Benavilense               | Fronteirense      | SR Benavilense                |                        | SR Benavilense                   |
| 2004/05 | GD Arenense                  | ADJ Santa Eulália | GD Arenense                   |                        | ADJ Santa Eulália                |
| 2003/04 | Eléctrico FC                 | GD Portalegrense  | Nisa e Benfica                |                        | Eléctrico FC                     |
| 2002/03 | SR Benavilense               | Montargilense     | Eléctrico FC                  |                        | SR Benavilense                   |
| 2001/02 | O Elvas CAD                  | ADC Esperança     | O Elvas CAD                   |                        | O Elvas CAD                      |
| 2000/01 | Os Avisenses                 | Montargilense     | Os Avisenses                  |                        | Os Avisenses                     |
| 1999/00 | GD Portalegrense             | GDRC Tolosa       | GD Portalegrense              |                        | GD Portalegrense                 |
| 1998/99 | Os Avisenses                 | Nisa e Benfica    | Nisa e Benfica                |                        |                                  |
| 1997/98 | GD Portalegrense             | Fronteirense      | GD Portalegrense              |                        |                                  |
| 1996/97 | Castelo Vide                 | Mosteirense       | JD Terrugem                   |                        |                                  |
| 1995/96 | CF Os Elvenses               | GDRC Vale de Açor | Castelo de Vide               |                        |                                  |
| 1994/95 | SC Estrela                   | Póvoa Meadas      | SC Estrela                    |                        |                                  |
| 1993/94 | Castelo Vide                 | SR Benavilense    | Castelo de Vide               |                        |                                  |
| 1992/93 | CF Os Elvenses               | ADJ Santa Eulália | Castelo de Vide               |                        |                                  |
| 1991/92 | Arronchense                  | GDR Alpalhoense   | Eléctrico FC                  |                        |                                  |
| 1990/91 | Castelo Vide                 | GD Alegrete       | -                             |                        |                                  |
| 1989/90 | Arronchense                  | ADJ Santa Eulália | Arronchense                   |                        |                                  |
| 1988/89 | Fronteirense                 | Longomel          | Eléctrico FC                  |                        |                                  |
| 1987/88 | Castelo Vide                 | AD Alter          | -                             |                        |                                  |
| 1986/87 | Nisa e Benfica               |                   | -                             |                        |                                  |
| 1985/86 | Fronteirense                 |                   | -                             |                        |                                  |
| 1984/85 | CF Os Elvenses               |                   | SC Estrela                    |                        |                                  |
| 1983/84 | Eléctrico FC                 |                   |                               |                        |                                  |
| 1982/83 | GDR Alpalhoense              |                   |                               |                        |                                  |
| 1981/82 | Nisa e Benfica               |                   |                               |                        |                                  |
| 1980/81 | Alpalhoense                  |                   |                               |                        |                                  |
| 1979/80 | Nisa e Benfica               |                   |                               |                        |                                  |
| 1978/79 | CF Os Elvenses               |                   |                               |                        |                                  |
| 1977/78 | Nisa e Benfica               |                   |                               |                        |                                  |
| 1976/77 | Souselense                   |                   |                               |                        |                                  |
| 1975/76 | Nisa e Benfica               |                   |                               |                        |                                  |
| 1974/75 | Os Elvenses                  |                   |                               |                        |                                  |
| 1973/74 | Eléctrico FC                 |                   |                               |                        |                                  |
| 1972/73 | SC Estrela                   |                   |                               |                        |                                  |
| 1971/72 | SC Campomaiorense            |                   |                               |                        |                                  |
| 1970/71 | O Elvas CAD                  |                   |                               |                        |                                  |
| 1969/70 | SC Campomaiorense            |                   |                               |                        |                                  |
| 1968/69 | GD Portalegrense             |                   |                               |                        |                                  |
| 1967/68 | SC Estrela                   |                   |                               |                        |                                  |
| 1966/67 | GD Portalegrense             |                   |                               |                        |                                  |
| 1965/66 | GD Portalegrense             |                   |                               |                        |                                  |
| 1964/65 | GD Portalegrense             |                   |                               |                        |                                  |
| 1963/64 | GD Portalegrense             |                   |                               |                        |                                  |
| 1962/63 | SC Campomaiorense            |                   |                               |                        |                                  |
| 1961/62 | GD Portalegrense             |                   |                               |                        |                                  |
| 1960/61 | GD Portalegrense             |                   |                               |                        |                                  |
| 1959/60 | GD Portalegrense             |                   |                               |                        |                                  |
| 1958/59 | O Elvas CAD                  |                   |                               |                        |                                  |
| 1957/58 | SC Estrela                   |                   |                               |                        |                                  |
| 1956/57 | O Elvas CAD                  |                   |                               |                        |                                  |
| 1955/56 | SC Estrela                   |                   |                               |                        |                                  |
| 1954/55 | O Elvas CAD                  |                   |                               |                        |                                  |
| 1953/54 | SC Estrela                   |                   |                               |                        |                                  |
| 1952/53 | O Elvas CAD                  |                   |                               |                        |                                  |
| 1951/52 | O Elvas CAD                  |                   |                               |                        |                                  |
| 1950/51 | O Elvas CAD                  |                   |                               |                        |                                  |
| 1949/50 | AD Alter                     |                   |                               |                        |                                  |
| 1948/49 | SC Estrela                   |                   |                               |                        |                                  |
| 1947/48 | SC Estrela                   |                   |                               |                        |                                  |

### Legenda:
( - ) Significa que a competição não foi realizada ou que foi cancelada e declarado que não existiam vencedores. Exemplo, temporada de 2019/20, após o campeonato ter sido colocado em pausa e sem jogos suficientes para se proclamar um vencedor.

## Clubes nos escalões nacionais
Na época 2025/26, a Associação de Futebol de Portalegre está representada por três equipas nos campeonatos nacionais seniores. Na Série C do Campeonato de Portugal competem o Elétrico Futebol Clube e o Sport Arronches e Benfica, enquanto na Série D participa O Elvas Clube Alentejano de Desportos, Futebol SAD.
Nos escalões de formação, a AF Portalegre conta também com presença nos campeonatos nacionais: em SUB-19 estão O Elvas CAD e o FC Crato; em SUB-17 compete o CD Portalegrense; e em SUB-15 volta a marcar presença O Elvas CAD. Esta participação reforça o compromisso da associação com o desenvolvimento do futebol jovem na região.

## Órgãos Sociais
Presidente:
Daniel Matias Soeiro da Graça Pina

Vice-Presidentes: 	
José António Baptista Raposo (Á. Administrativa)
Álvaro Pedro Louceiro Grilo (Á. Desportiva)
António José da Mota Casa Nova (Á. Formação)
Nuno Miguel Reia Pires (Á. Marketing & Rel. Públicas)

Assembleia Geral:
Presidente: Cristóvão da Conceição Ventura Crespo
Vice-Presidente: Cláudio José Marmelo Nascimento Carapuça
Secretário: Fernando Manuel Caldeira Saião
Secretário: João Manuel Godinho Olaia Velez

Conselho de Disciplina:
Presidente: Pedro Emanuel de Figueiredo Bettencourt Mendonça
Vice-Presidente: Carlos Manuel Camilo de Abreu

Conselho de Arbitragem:
Presidente: Paulo Miguel Martins Paiva
Vice-Presidente: José Maria Blanco Miranda

Conselho Técnico:
Presidente: Hugo Miguel Ventura Marrucho
Vice-Presidente: André Almeida Barreto

Conselho Jurisdicional:
Presidente: Ana Júlia Duarte da Rocha

Vice-Presidente: António José de Morais Baptista